# Georg Anthes

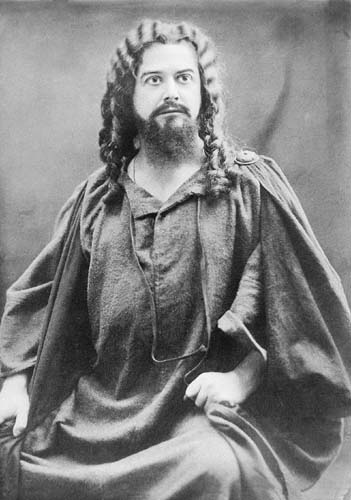
Georg Anthes als „Samson“ in Samson et Dalila von Camille Saint-Saëns

Georg Anthes (* 12. März 1863 in Homburg vor der Höhe; † 23. Februar 1922 in Budapest) war ein deutscher Geiger, Opernsänger (Mezzosopran und Tenor) und Theaterregisseur.

## Leben
Anthes, Sohn des Mitglieds der Kurkapelle Christian Anthes, wurde, da er frühzeitig musikalische Neigung und Talent zeigte, für die Musikerlaufbahn bestimmt. Zuerst lernte er Geige spielen und wurde in der Homburger städt. Kur- und Theaterkapelle angestellt. Allein sein schöner Mezzosopran, der bei Konzerten und in der Kirche angenehm auffiel, wies ihm den eigentlich richtigen künstlerischen Weg. Und so nahm er Unterricht bei Professor Emanuel Stockhausen in Frankfurt, unter dessen Leitung der junge Sänger in seinem Studium durch seine ungewöhnlichen Stimmmittel unterstützt, rasch vorwärtsschritt. Drei Jahre wirkte er nach erfolgter künstlerischer Ausbildung als Konzertsänger, bereiste als solcher das Rheinland und Holland. Diese künstlerische Tätigkeit genügte jedoch Anthes nicht vollkommen, und er beschloss zur Bühne überzugehen. Zuvörderst vervollkommnete er sich noch bei Cesare Galiera in Mailand. So gründlich vorbereitet, versuchte er sich im November 1888 in Freiburg i. B. zum erstenmale als Bühnensänger. Schon ein Jahr später gastierte er im Mai am Dresdner Hofoperntheater. Auch an dieser Kunststätte lenkte er die Aufmerksamkeit auf sich, und nach Beendigung des Gastspiels wurde Anthes an der Stelle des nach Berlin berufenen Heinrich Gudehus als erster Heldentenor für die genannte Hofbühne verpflichtet. 1894 wurde ihm der Titel eines Königl. Kammersängers verliehen. Auch sang er in Bayreuth und galt als großer Wagnerinterpret seiner Zeit. 1892 sang er bei den Bayreuther Festspielen den „Walther von Stolzing“ in den Meistersingern.
1902 brach er seinen Vertrag in Dresden, um für ein Jahr an der New Yorker Metropolitan Oper zu singen.
Von 1903 bis 1908 war er an der Oper in Budapest, 1908 bis 1909 erneut an der Metropolitan Oper. 1909 kehrt er nach Budapest zurück und sang dort bis 1913.
Er gastierte auch 1898 am Opernhaus von Riga, 1900 am Stadttheater von Basel, wo er den Tannhäuser verkörperte, 1900 am Hoftheater von Stuttgart, 1901 und 1902 an der Münchner Hofoper, außerdem an den Hoftheatern von Wiesbaden, und Karlsruhe und an den Opernhäusern von Frankfurt a. M. und Leipzig. Ab 1913 war er Professor am Konservatorium von Budapest und ab 1920 Regisseur der Budapester Oper.
Seine Stimme ist auf einem Mapleson Zylinder überliefert.